# Hestrie Cloete
Hestrie Cloete, de soltera Hestrie Storbeck, (Germiston, Sudáfrica, 26 de agosto de 1978) es una exatleta sudafricana especialista en salto de altura que fue dos veces campeona del mundo, en Edmonton 2001 y París 2003. Mide 1.85 y pesa 68 kg

## Trayectoria
Se crio en la pequeña ciudad ferroviaria de Coligny (a unos 60 km de Johannesburgo) con sus padres Martie y Willen. Empezó a hacer atletismo siendo una niña, y cuando tenía 13 años el entrenador Martin Marx descubrió sus grandes cualidades para el salto de altura.
En 1995 destacó en los Juegos Africanos disputados en Harare, Zimbabue, ganando la medalla de oro. En 1996 fue sexta en los Campeonatos del Mundo Junior disputados en Sídney, con un salto de 1.85 Su mejor marca de ese año fue de 1.92 lograda en la ciudad de San Petersburgo. También ese año obtuvo su primer título de campeona de Sudáfrica, algo que repetiría de manera ininterrumpida hasta el 2004. 
En 1997 participó por primera vez en una gran competición, los Campeonatos del Mundo al aire libre de Atenas. Tenía solo 18 años y se clasificó para la final, acabando en 10.º lugar. En 1998 consiguió la medalla de oro en los Juegos de la Commonwealth disputados en Kuala Lumpur. Ese año acabó 9.ª en el ranking mundial con una marca de 1.96.
En 1999 se produjo su definitiva consagración como una de las mejores saltadoras del mundo al conseguir saltar en Mónaco 2.04, una extraordinaria marca que fue la mejor del mundo ese año. Sin embargo decepcionó en los Campeonatos del Mundo al aire libre de Sevilla, donde ni siquiera pudo acceder a la final. Al año siguiente pudo por fin pudo resarcirse, y en los Juegos Olímpicos de Sídney 2000 consiguió la medalla de plata con un salto de 2.01, la misma marca que la ganadora rusa Yelena Yelésina, pero el menor número de intentos hechos por esta le dieron el oro.
En los Campeonatos del Mundo de Edmonton 2001 consiguió por fin su primera medalla de oro en una gran competición, con un salto de 2.00 La medalla de plata fue la ucraniana Inga Babakova y la de bronce para la sueca Kajsa Bergqvist. En 2002 ganó el oro en los Juegos de la Commonwealth disputados en Mánchester, revalidando así su título de cuatro años antes. También ganó en la Copa del Mundo disputada en Madrid con 2.02, su mejor marca del año y que era la segunda del ranking mundial tras los 2.05 de Kajsa Bergqvist.
2003 sería un gran año para Hestrie Cloete, pues en los Campeonatos del Mundo disputados en París volvió a ganar la medalla de oro y además lo hizo con su mejor marca personal de siempre, 2.06, que además era la tercera mejor marca mundial de todos los tiempos, solo superada por el récord mundial de 2.09 de la búlgara Stefka Kostadinova, y los 2.07 de la también búlgara Lyudmila Andonova. Para finalizar el año ganó en la final del Grand Prix de la IAAF celebrada en Mónaco, y fue nombrada la mejor atleta femenina del año.
Era la gran favorita para llevarse el oro en los Juegos Olímpicos de Atenas 2004, y de hecho pocas semanas antes de los Juegos había saltado 2.04 en Zúrich. Sin embargo en Atenas se vio sorprendida por la rusa Yelena Slesarenko, que gracias a un increíble salto de 2.06 acabó ganando el oro. Hestrie Cloete hubo de conformarse con la plata (2.02), repitiendo el puesto de cuatro años antes en Sídney. El bronce fue para la ucraniana Viktoriya Styopina.
Hestrie Cloete es conocida por algunos hábitos poco habituales en un deportista de élite, como fumar un paquete de cigarrillos al día o su afición por la comida rápida. En 2003 el presidente de Sudáfrica Thabo Mbeki le concedió la "Orden de Ikhamanga", por sus logros deportivos. Hestrie es una persona de fuertes creencias religiosas, y anunció su retirada de las pistas después de los Juegos Olímpicos de Atenas para dedicarse a su familia. Se quedó embarazada a finales de 2004 pero varias semanas después perdió al niño que esperaba.

## Progresión
- 2004 - 2.04
- 2003 - 2.06
- 2002 - 2.02
- 2001 - 2.01
- 2000 - 2.01
- 1999 - 2.04
- 1998 - 1.96
- 1997 - 1.94
- 1996 - 1.92
- 1995 - 1.91
- 1994 - 1.79
- 1993 - 1.75

## También
- Lista de campeones de África del atletismo